# Sandhamn och Görvik
Sandhamn-Görvik var före 2015 en av SCB avgränsad och namnsatt småort i Halmstads kommun. Den omfattade bebyggelse i de sammanväxta samhällena Sandhamn och Görvik i Söndrums socken vid norra inloppet till Halmstad. Bebyggelsen är belägen cirka 6 km väster om Halmstad, och ca 1 km öster om Tylösand, och den är sedan 2015 sammanvuxen med tätorten Halmstad. 
Orterna består är villa- och småhusområden. Området har två infarter från Tylösandsvägen. 
Området är omgivet av skog, men där många av husen har havsutsikt. Den mest kända fastighetsägaren i området är artisten Per Gessle som äger en "sommarfastighet" som tidigare var hans permanentbostad innan han flyttade till Stockholm i slutet av 1990-talet. 
Vandringsleden Prins Bertils stig går genom området längs med stranden.